# Кончаница
Кончаница (чеш. Končenice) је насељено место и седиште општине у западној Славонији, Бјеловарско-билогорска жупанија, Република Хрватска. Кончаница је највеће чешко насеље у Хрватској.

## Историја
Кончаница је било и остало велико чешко насеље у Даруварском срезу (1932). Удаљено је било шест километара од Дарувара, налазеће на путу. Колонизовани су ту Чеси 1835. године. Број становника је био 1932. године био велики; 83% од свих житеља.
До територијалне реорганизације у Хрватској налазила се у саставу бивше велике општине Дарувар.

## Становништво
На попису становништва 2011. године, општина Кончаница је имала 2.360 становника, од чега у самој Кончаници 874.

## Попис 1991.
На попису становништва 1991. године, насељено место Кончаница је имало 1.153 становника, следећег националног састава:
| Попис 1991.‍   | Попис 1991.‍  | Попис 1991.‍ | Попис 1991.‍ | Попис 1991.‍ |
| ------------- | ------------ | ----------- | ----------- | ----------- |
|               |              |             |             |             |
| Чеси          | Чеси         |             | 895         | 77,62%      |
| Хрвати        | Хрвати       |             | 168         | 14,57%      |
| Југословени   | Југословени  |             | 15          | 1,30%       |
| Срби          | Срби         |             | 8           | 0,69%       |
| Македонци     | Македонци    |             | 7           | 0,60%       |
| Мађари        | Мађари       |             | 6           | 0,52%       |
| Словенци      | Словенци     |             | 6           | 0,52%       |
| Словаци       | Словаци      |             | 2           | 0,17%       |
| Јевреји       | Јевреји      |             | 1           | 0,08%       |
| неопредељени  | неопредељени |             | 38          | 3,29%       |
| регион. опр.  | регион. опр. |             | 1           | 0,08%       |
| непознато     | непознато    |             | 6           | 0,52%       |
| укупно: 1.153 |              |             |             |             |